# Novi Banovci
Novi Banovci ist eine Siedlung in Serbien in der Opština Stara Pazova im Bezirk Srem am rechten Ufer der Donau, 12 km flussaufwärts von Zemun. Der Ort ist 3 km von Batajnica entfernt. Laut der Volkszählung von 2011 leben hier 9443 Menschen.

## Geschichte
Das Dorf Novi Banovci wurde 1790 gegründet und entwickelte sich bald zum ersten vorwiegend Lutherischen Dorf innerhalb der Militärischen Grenze.
In den 1990er Jahren kam es aufgrund des Zustroms von Flüchtlingen aus dem Jugoslawienkrieg, insbesondere nach der Oluja-Militäraktion, zu einem bedeutenden Anstieg der Bevölkerung in der Umgebung von Novi Banovci, als fast 250.000 Serben aus Kroatien nach Serbien flohen. Viele von ihnen ließen sich dann am Stadtrand von Belgrad nieder.

## Bevölkerung
Die Bevölkerung von Novi Banovci laut offiziellen Volkszählungen.
- 1948: 1341
- 1953: 1451
- 1961: 1592
- 1971: 1842
- 1981: 4077
- 1991: 6354
- 2002: 9358
- 2011: 9443

## Religion
Im Dorfzentrum, unweit der Donau, steht die von 1996 bis 2010 erbaute, serbisch-orthodoxe Pfarrkirche Hl. Vasilije Ostroški, geweiht dem Hl. Vasilije Ostroški dem Wundertäter. 
Unweit der orthodoxen Kirche steht die römisch-katholische Mariä-Geburt-Kirche aus dem Jahre 1766. Bis zu ihrer Zerstörung 1944, zur Zeit des Zweiten Weltkrieges, stand im Ort die Evangelisch-reformierte Kirche.

## Galerie

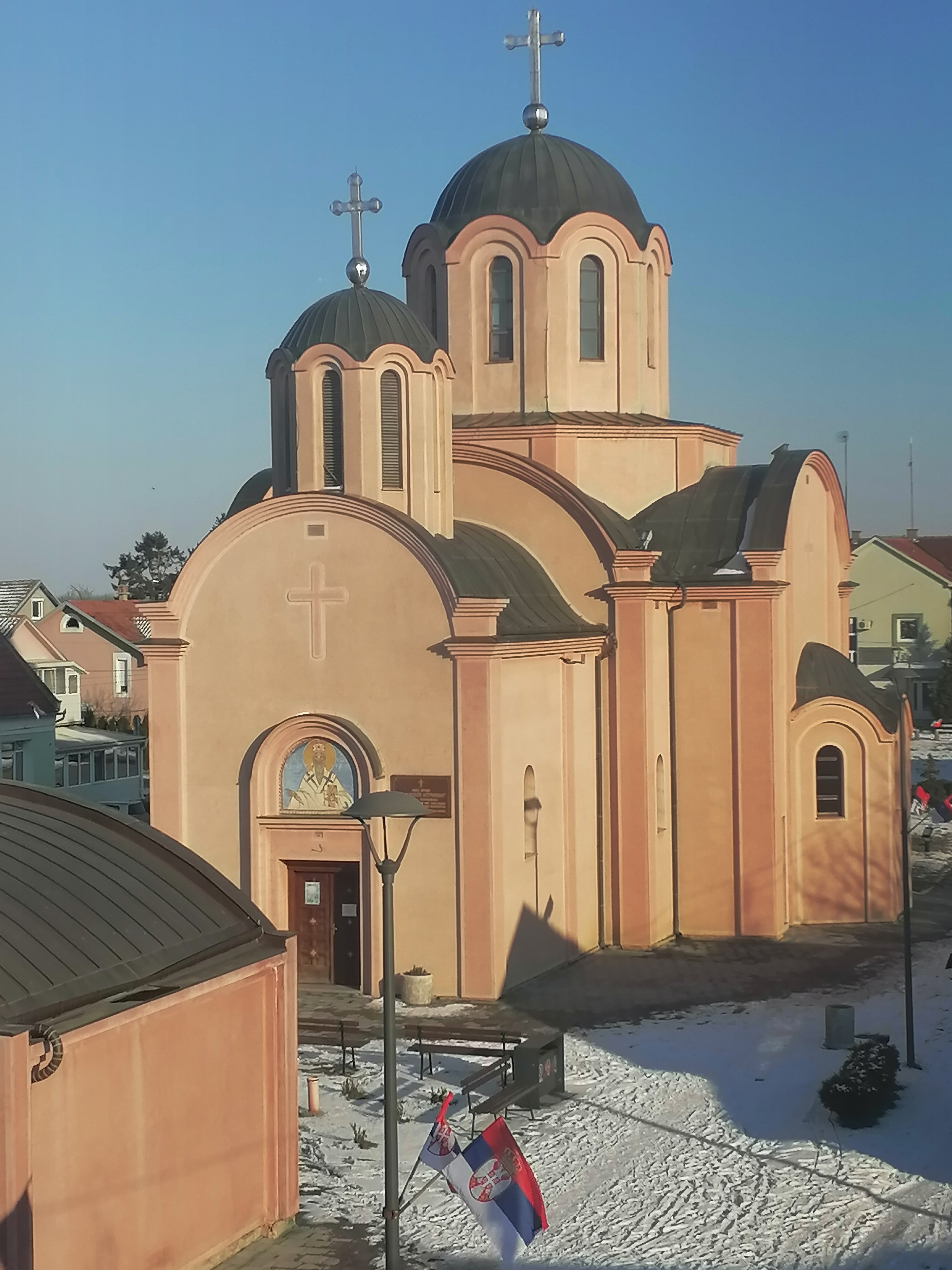
Die serbisch-orthodoxe Kirche Hl. Vasilije Ostroški
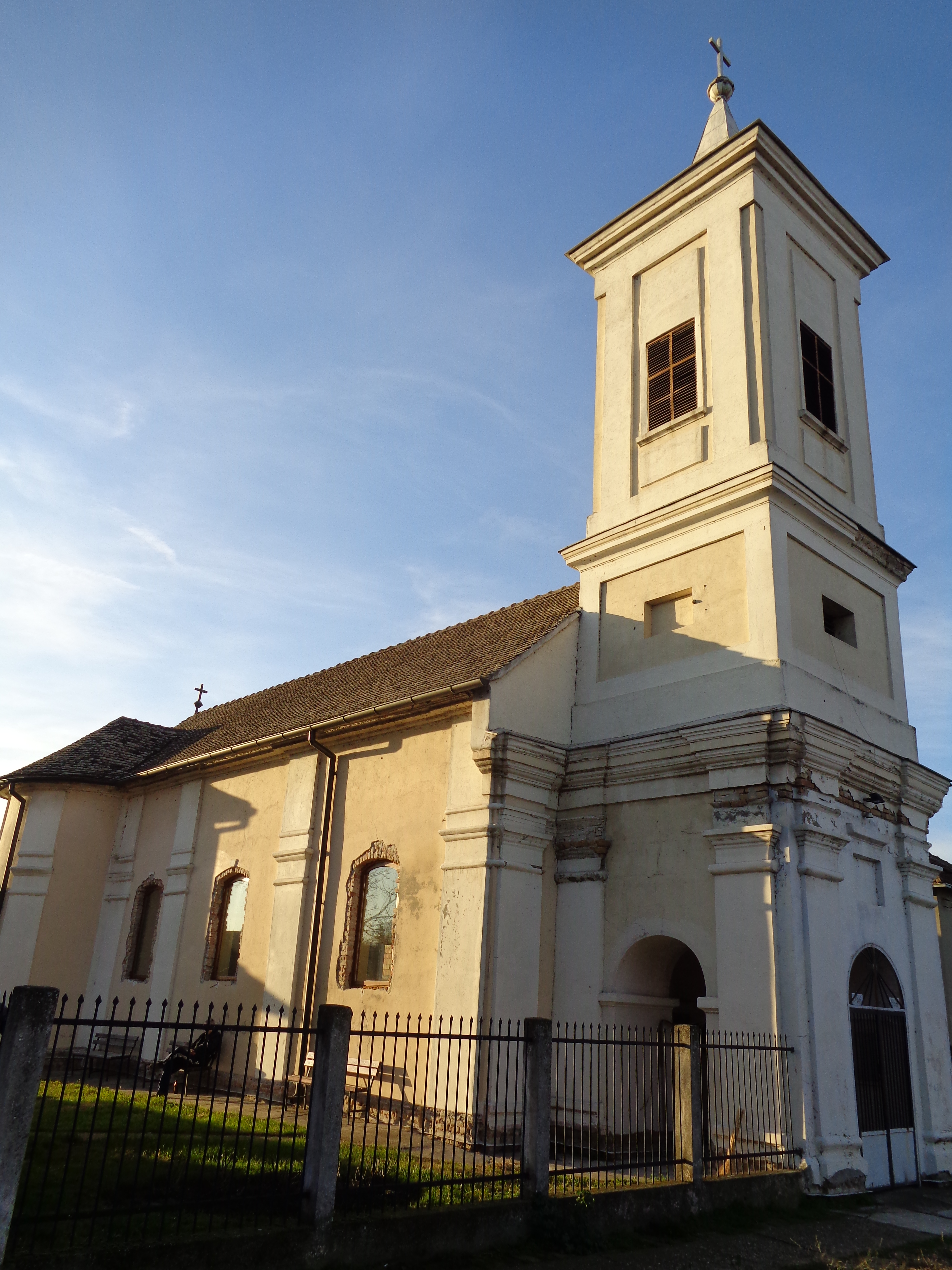
Die römisch-katholische Mariä-Geburt-Kirche
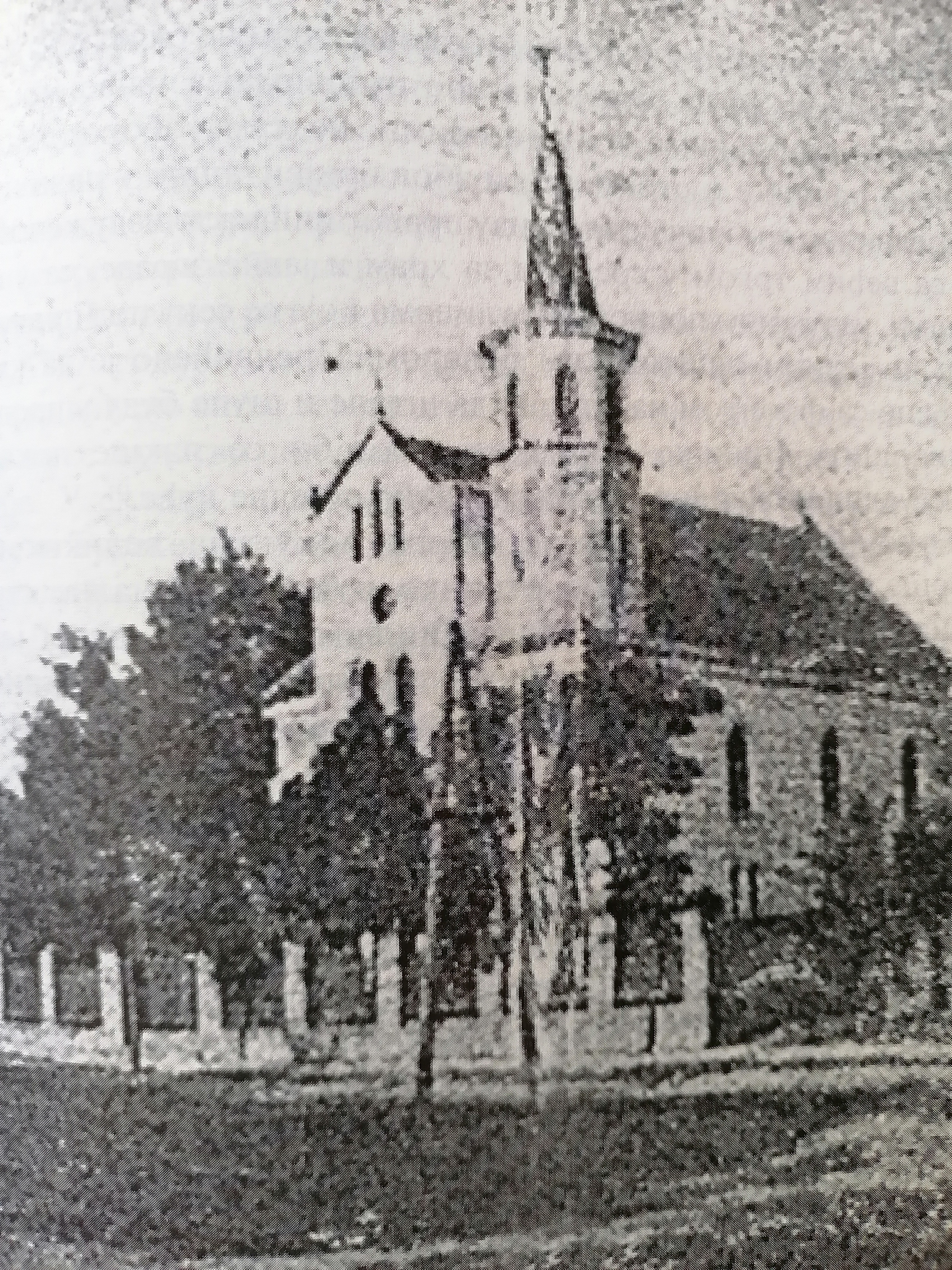
Die zerstörte Evangelisch-reformierte Kirche
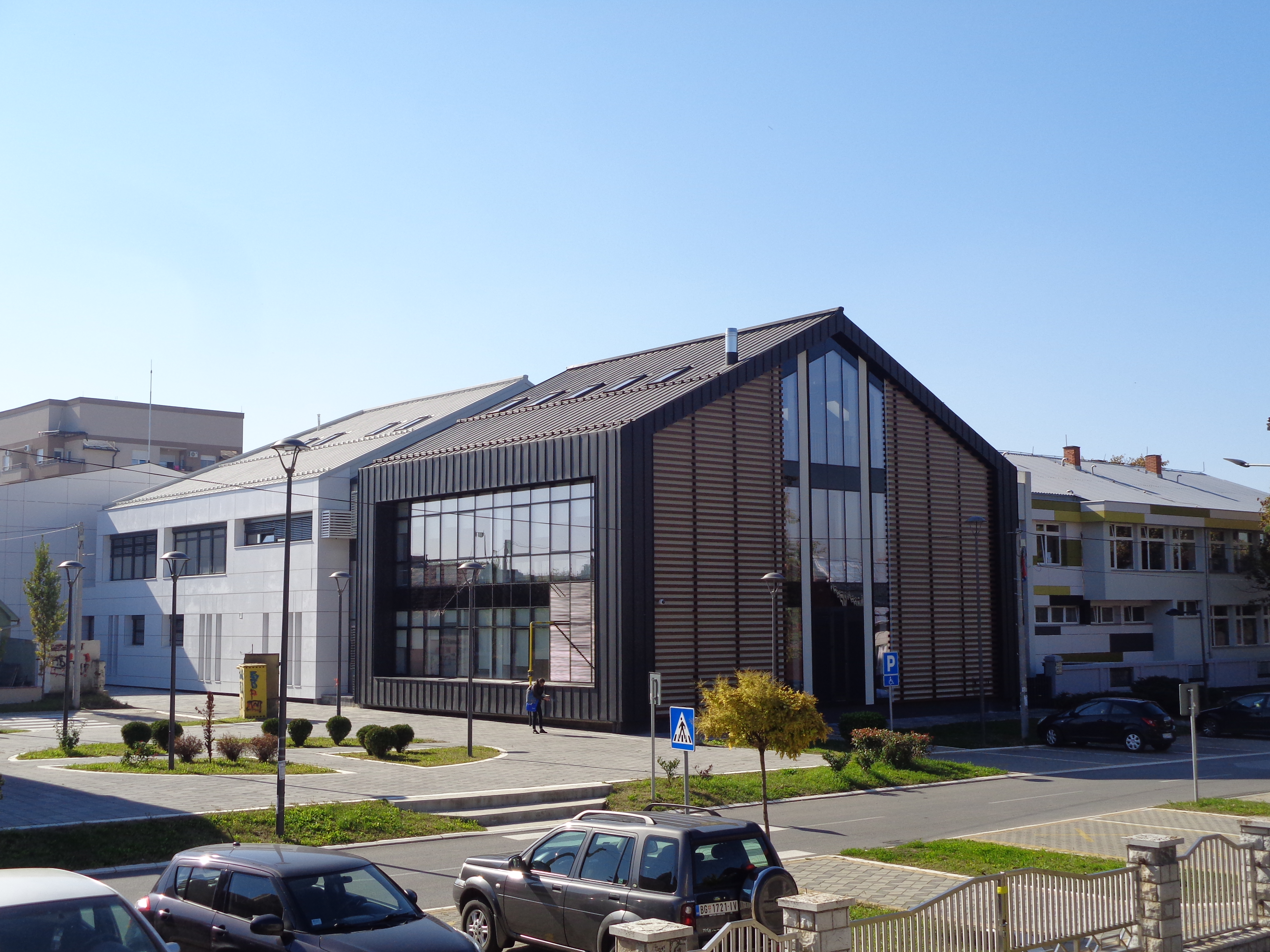
Die Grundschule Nikola Tesla
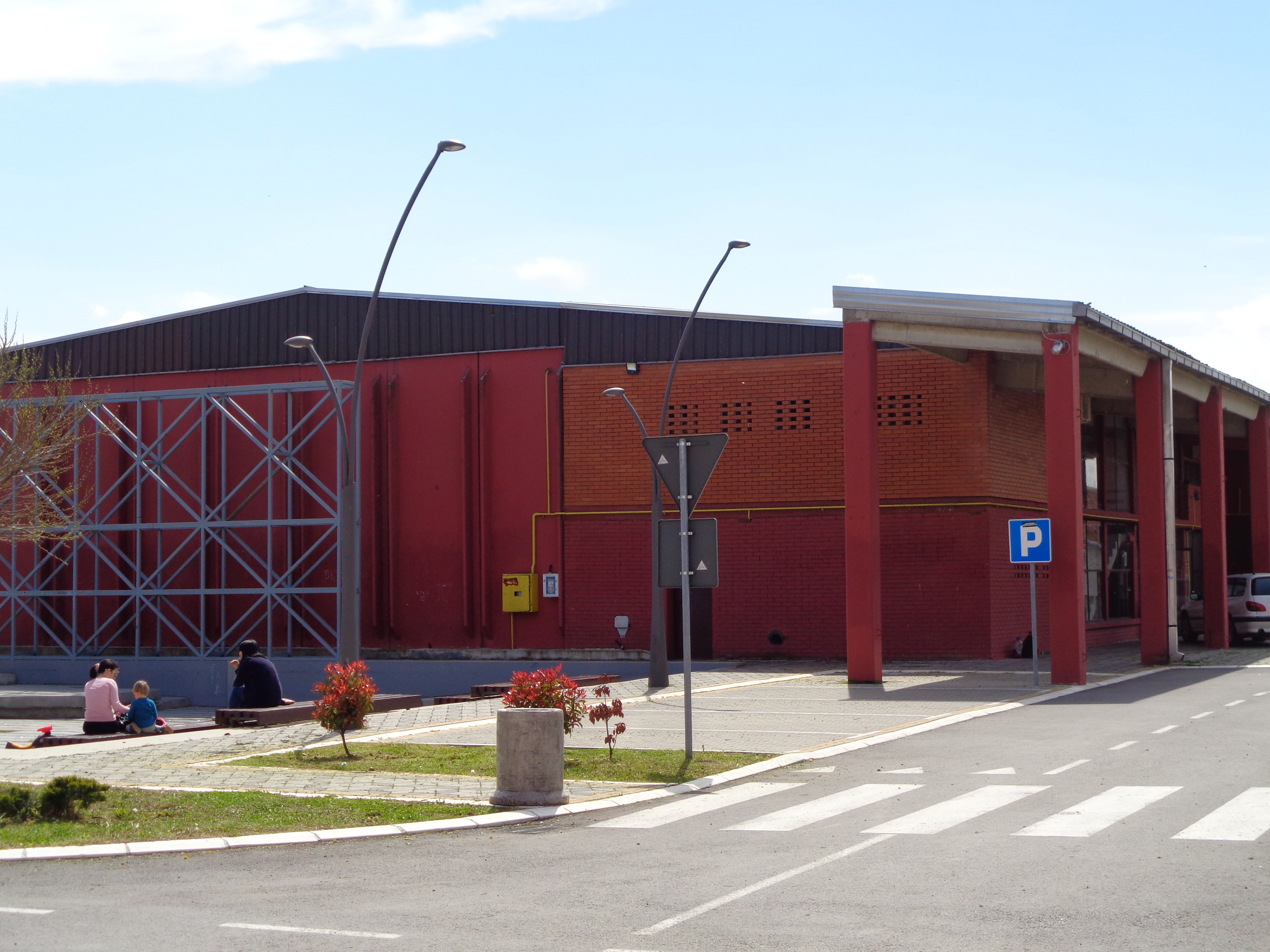
Das Kulturhaus mit der Bibliothek Miloš Crnjanski
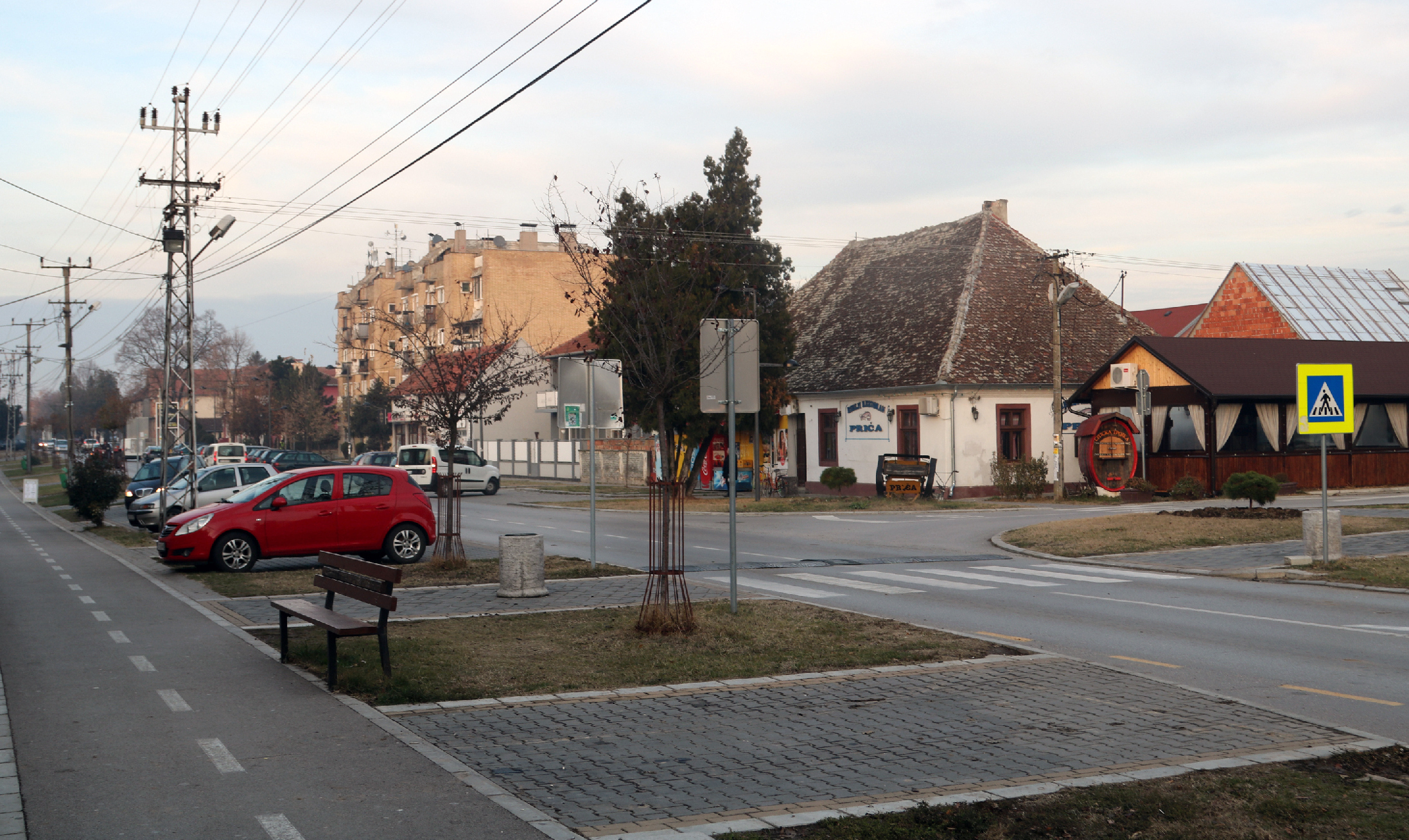
Die Straße Svetosavska ulica
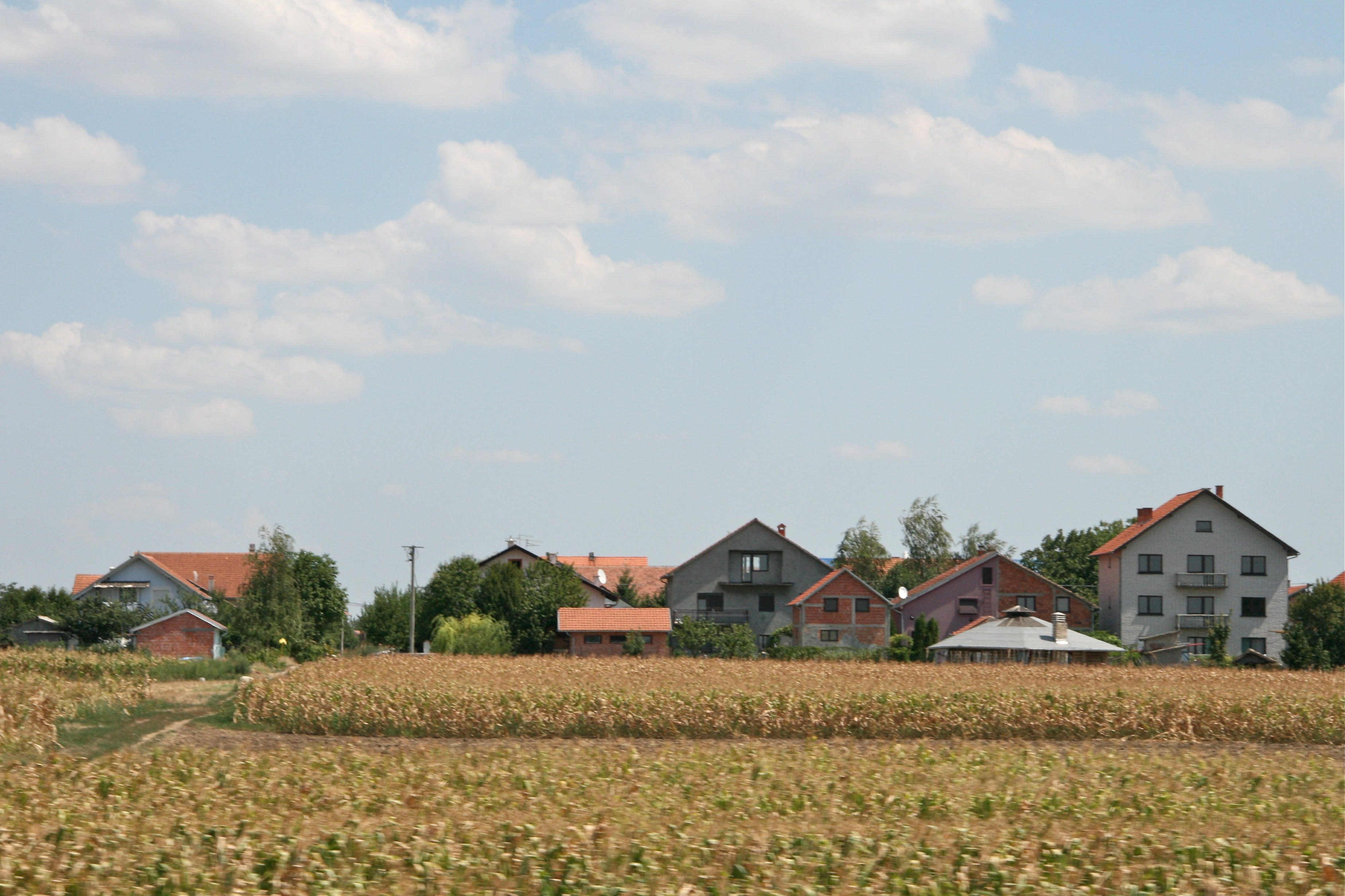
Häuser im Ort
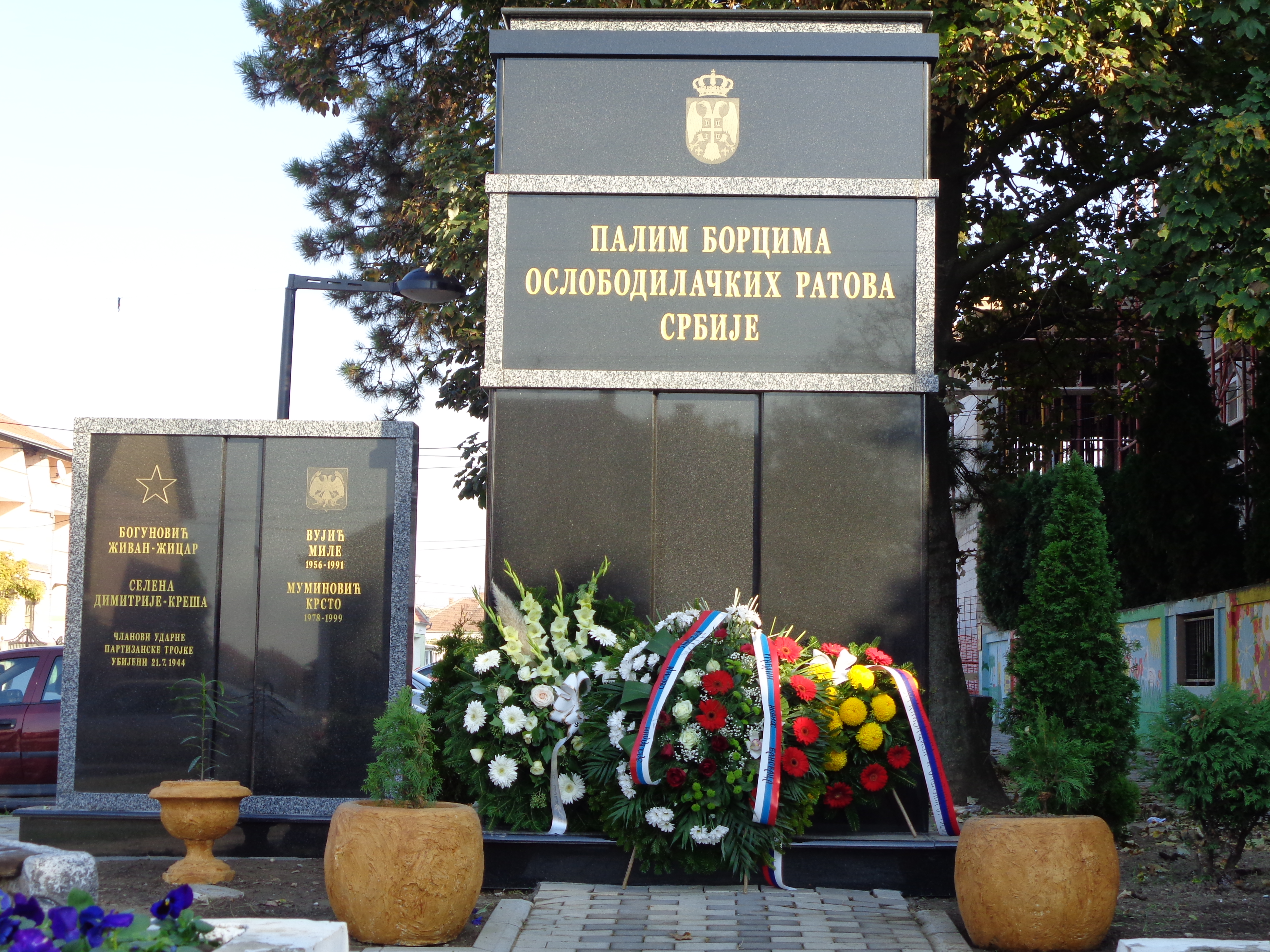
Das neue Kriegerdenkmal